# 이강윤 (성악가)
이강윤(1991년 9월 23일 ~)은 대한민국의 성악가다.

## 방송
- 팬텀싱어 3 (2020) - Top74

## 공연
- 수원시 학생음악경연대회 (2008)
- 강샤인 하우스콘서트 (2020)
- 내가 네 편이 되어줄게 (2020)
- 송년음악회 <아름다운 그대에게> (2020)

## 수상
- 제11회 세일한국가곡콩쿠르 남자 성악부문 3위 (2019)
- 제11회 라벨라성악콩쿠르 아티스트부문 2위 (2019)
- 제17회 엄정행 전국성악콩쿠르 대학일반부 하석배상 (2019)